# أيمن القيسوني
أيمن القيسوني(25 يونيو 1980) مقدم برامج وممثل مصري.

## حياته ومشواره المهني
ولد في القاهرة لأب مصري وأم لبنانية من الخنشارة، عندما أتم التاسعة من عمره، أرسله والده مع شقيقه فكري، إلى إنجلترا للدراسة، درس التسويق بالجامعة لمدة أربع سنوات، عمل بعدها كموديل وعارض أزياء، في العام 1990 قابل المخرج أحمد المهدي وأقنعه للعمل كموديل في الكليبات وكان أول كليب ظهر به مع أصالة نصري في كليب يمين الله ومع أنغام بأغنية (سيدي وصالك) عام 2001، في العام 2015 عاد ليمثل معها بكليب (اهي جت) بعد أربعة عشر عاما من إخراج اللبناني حسن غدار.
عام 2004تم اختياره لتقديم برنامج سوبر ستار عندما شاهده نضال صعب الذي يعمل في تلفزيون المستقبل في الإعلانات والفيديو كليب واقترح اسمه ليكون مقدما للبرنامج فأتى إلى لبنان للكاستينغ. وبعد عشرة أيّام اتّصلوا به في لندن، وأبلغوه أنّه سيقدّم البرنامج قدم بعدها العديد من البرامج.

### حياته الأسرية
تزوج من عارضة الازياء والمغنية اللبنانية نسرين زريق عام 2011 وفي العام 2013 أنجبت له ابنه الأول سامي.

## أعماله

### تقديم البرامج
- (2004): قدم أول برنامج له سوبر ستار على شاشة تلفزيون المستقبل مع رانيا الكردي
- (2009): برنامج «تون اوف كاش» على تلفزيون أبو ظبي
- (2010): برنامج الدائرة، إم بي سي
- (2012): حلقة من برنامج «بحلم بيك» ام بي سي 1
- (2013): برنامج سبلاش على شاشة ال بي سي عام مع رولا بهنام
- (رمضان 2014):«أهم عشرة» على روتانا خليجية
- (2018):«العائلة الأقوى» على تلفزيون دبي[7]
- (رمضان 2022):«البيت بيتك مع زوجته نسرين زريق» على ال بي سي [8]
- (2023-(2024):خلي عينك عالجديد مع تيما زلزلي
- (2024):المصعد The elevator

### في التمثيل

#### مسلسلات
- (2012): فيرتيجو
- (2013): اسم مؤقت
- (2013): نيران صديقة
- (2015): مولانا العاشق
- (2015): اضطراب عاطفي
- (2016):القيصر
- (2016): المغني
- (2016): نوايا بريئة
- (2017): الكبريت الأحمر
- (2019): لا قبلك ولا بعدك
- (2022):يوتيرن
- (2024):درجة درجة

#### أفلام
- (2015): يلا عقبالكن
- (2017): ليل داخلي[9]
- (2019): اللعبة الأمريكاني
- 2021ثانية وحدة

### مسرحيات
- 2021: كوكو شانيل